# NCSM Athabaskan (DDG 282)
Pour les articles homonymes, voir Athabaskan.
Le NCSM Athabaskan (DDG 282) est un destroyer de la classe Iroquois de la Marine royale canadienne des Forces canadiennes. C'est le troisième navire de guerre à porter ce nom.

## Histoire
En 1991, il participa à l'embargo contre l'Irak pendant la guerre du Golfe.
Le 2 septembre 2005, le NCSM Athabaskan fut envoyé sur la côte américaine dévastée du golfe du Mexique dans une mission d'assistance après le passage de l'ouragan Katrina. 
Il est également mis à contribution pour aider les sinistrés du tremblement de terre d'Haïti de 2010 (Opération Hestia).
Après son désarmement en mars 2017, la proue du destroyer a été installée comme monument à l'extérieur du nouveau quartier général de la Défense nationale sur l'avenue Carling à Ottawa,.

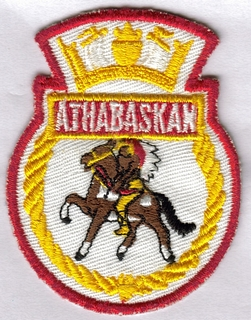
Insigne du NCSM Athabaskan
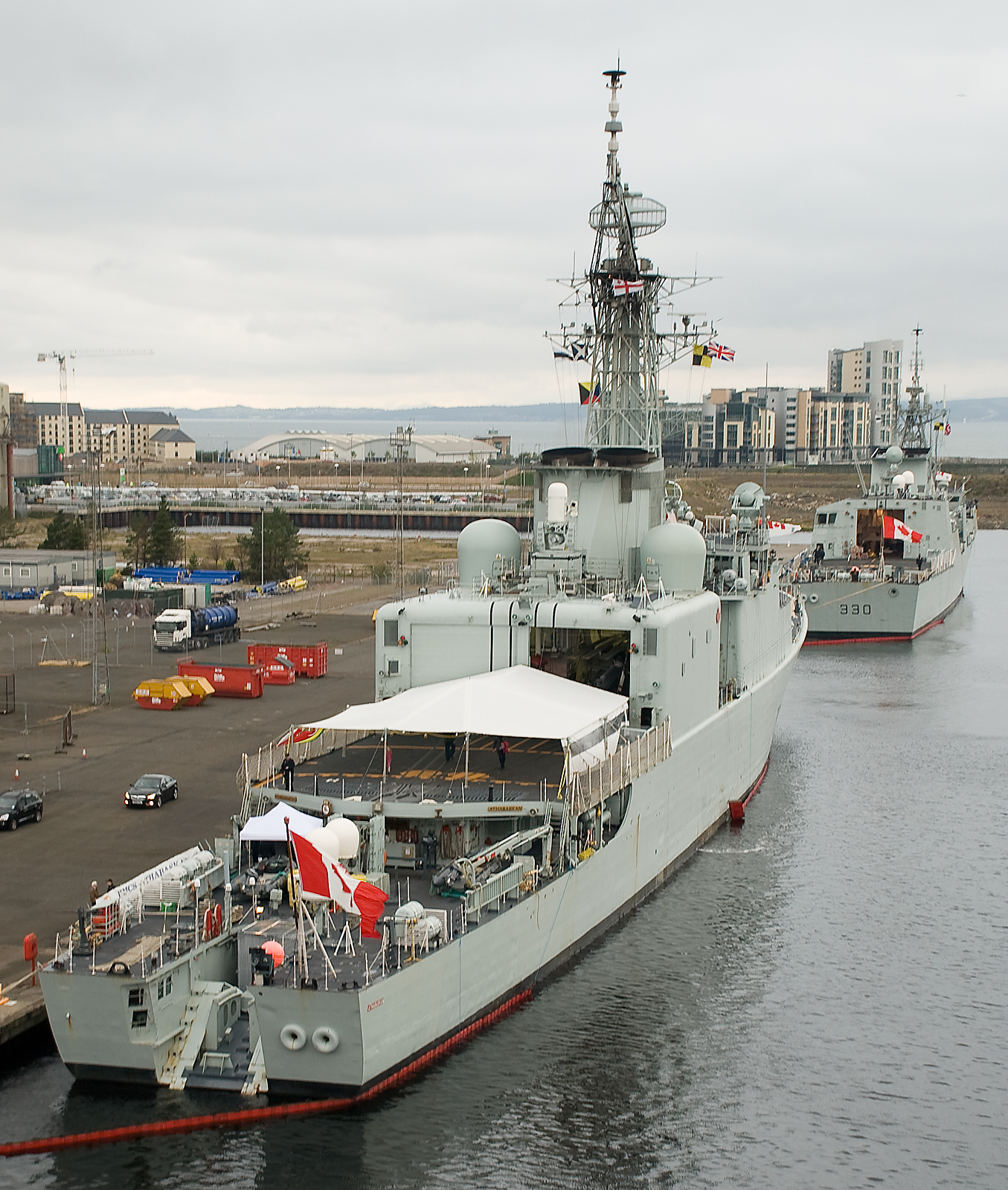
NCSM Athabaskan et le NCSM Halifax (FFH 330).
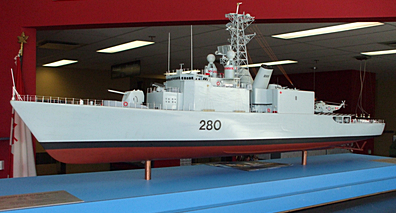
Maquette du NCSM Iroquois DDG 280 avec les cheminées en Y avant l'importante transformation de la classe Iroquois